# Pietro di Francesco Orioli
Pietro di Francesco Orioli, auch Pietro di Francesco degli Orioli genannt (getauft am 24. November 1458 in Siena; † 9. August 1496 ebenda) war ein italienischer Maler.

## Leben
Orioli war ein Sohn von Caterina d’Andrea und ihrem Mann Francesco di Bartolomeo, einem Sieneser Uhrmacher. Er wurde durch Matteo di Giovanni ausgebildet. Teile seines Werkes wurden früher dem Giacomo Pacchiarotti zugeschrieben. Er erhielt 1489 eine Zahlung für das Fresko mit der Fußwaschung Lavanda dei piedi im Baptisterium von Siena. Sein ältestes bekanntes Werk ist ein Altarbild in der Pfarrkirche von Buonconvento, das deutliche Stilmerkmale von Giovanni aufweist. Um das Jahr 1480 kam er mit Francesco di Giorgio und dem florentinischen Maler Piero di Cosimo in Kontakt. Er soll in Siena an der Pest gestorben sein.

## Werke (Auswahl)

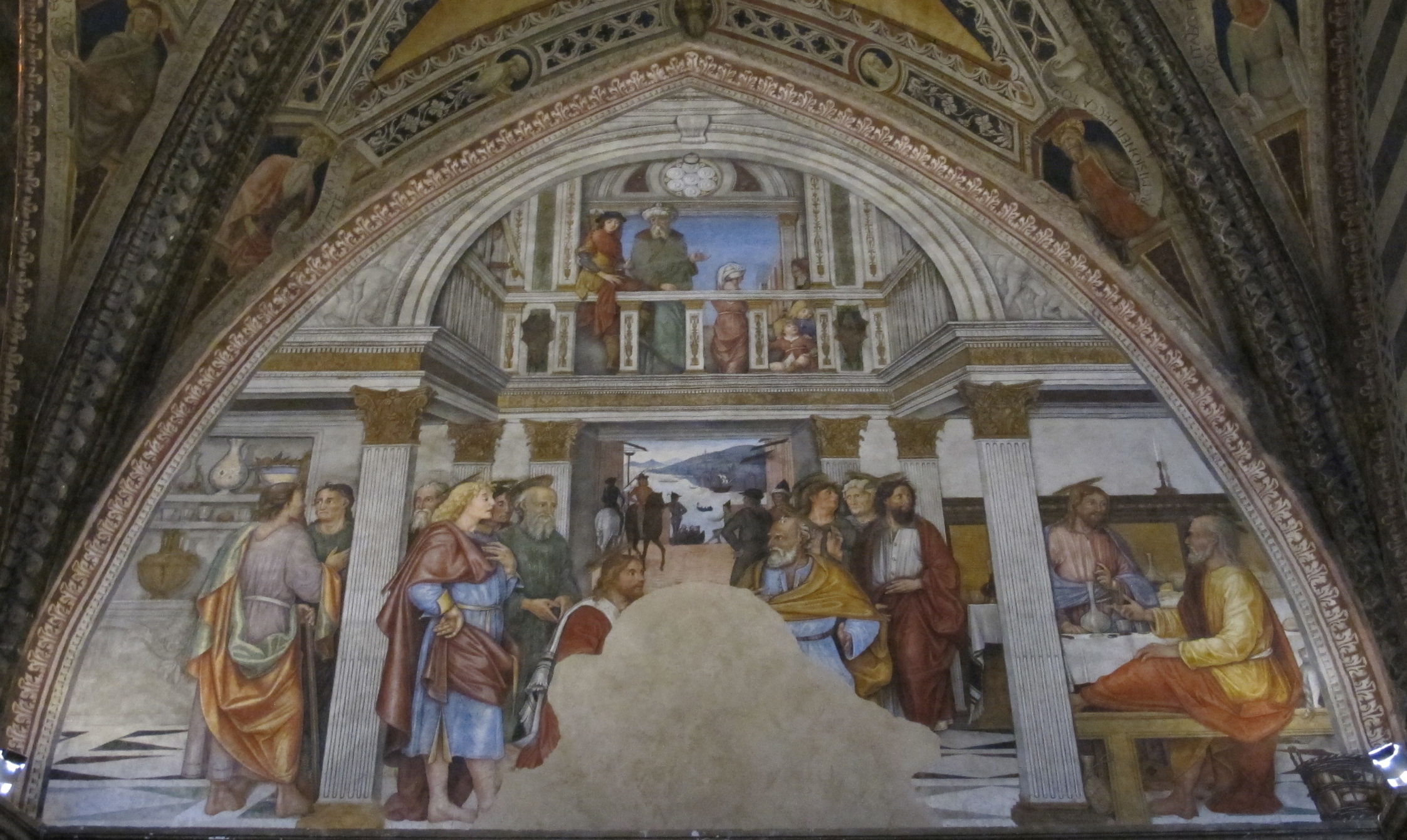
Lavanda dei piedi (1489 entstanden Fresko im Baptisterium des Dom von Siena)

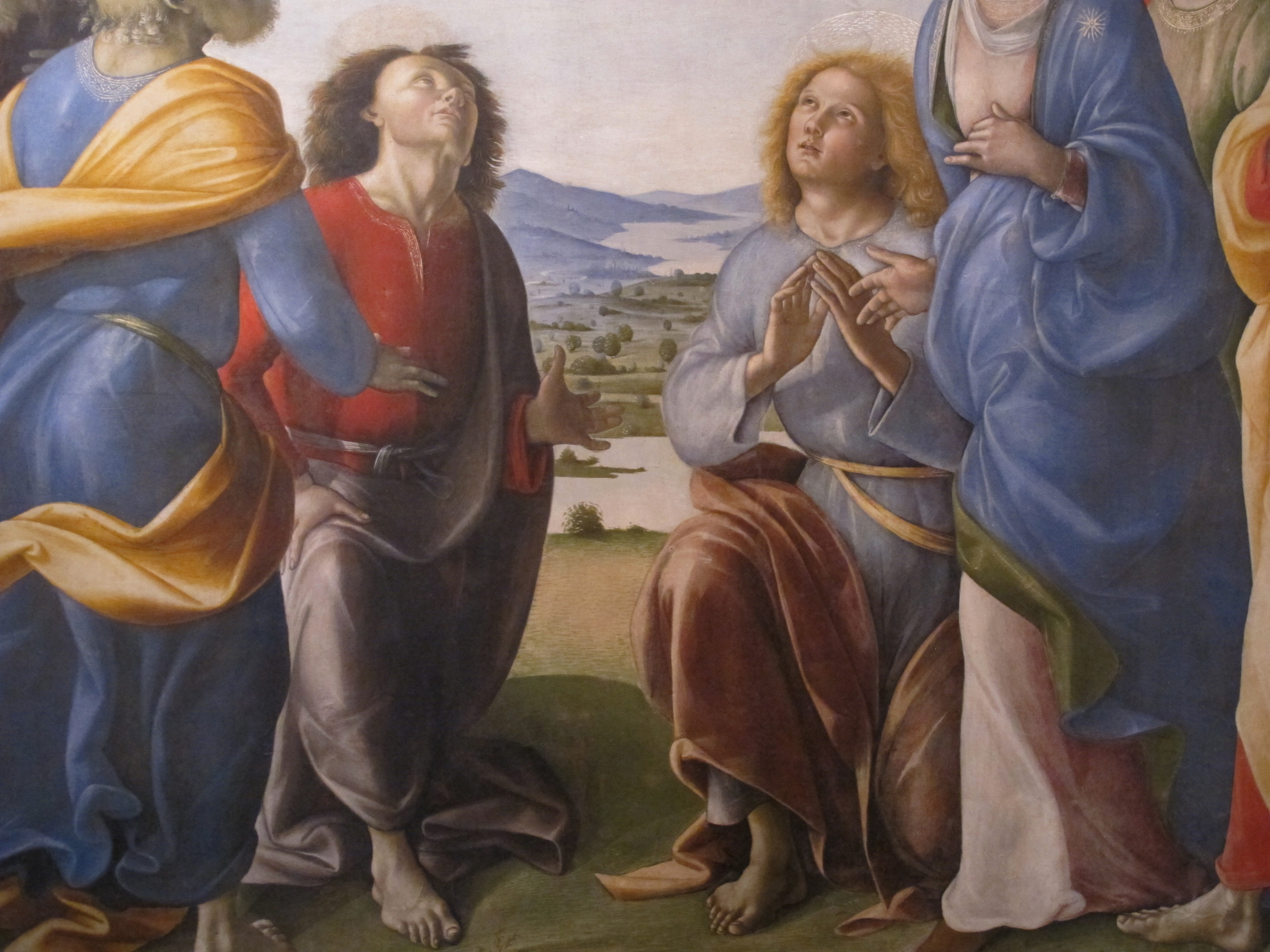
Ascensione di Cristo (Ausschnitt, Pinacoteca Nazionale di Siena)

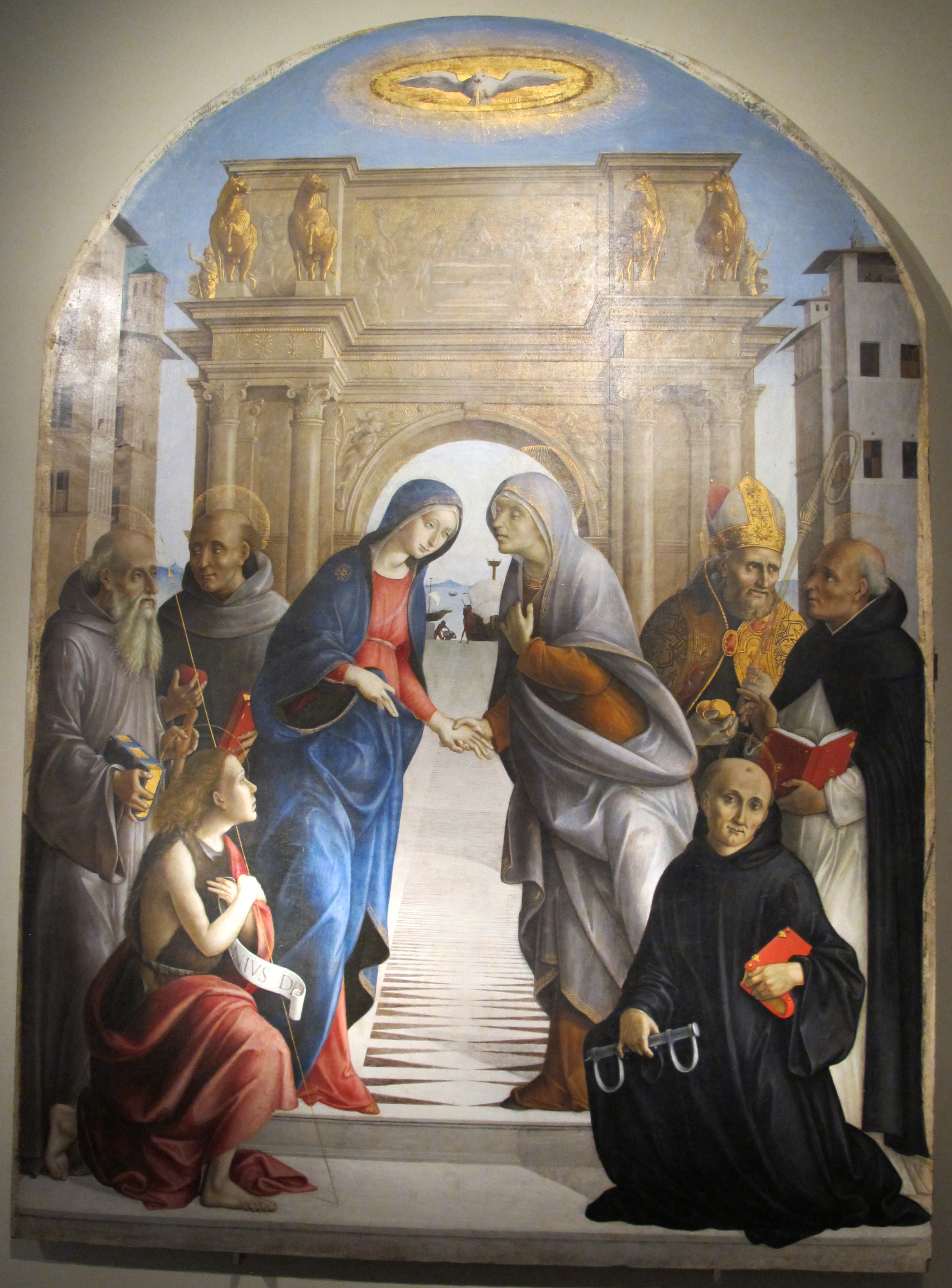
Visitazione della Madonna e Santi (Pinacoteca Nazionale di Siena)

- Baltimore, Walters Art Museum: Sulpizia (Tafelbild, 1492 entstanden)[1]
- Buonconvento, Chiesa dei Santi Pietro e Paolo: Madonna in trono col Bambino e santi (Tafelbild)[3]
- Massa Marittima, Chiesa di Sant’Agostino: Natività con i Santi Bernardino da Siena e Antonio da Padova (Tafelgemälde)[4]
- Nashville, Samuel H. Kress Collection, Peabody College, Vanderbilt University Fine Arts Gallery: Madonna con Bambino[5]
- Oxford, Ashmolean Museum: Madonna con bambino e i Santi Gerolamo, Bernardino, Caterina d’Alessandria e Francesco (Tafelbild, ca. 1487 entstanden)[6]
- San Casciano dei Bagni, Collegiata dei Santi Leonardo e Cassia: Incoronazione della Vergine e santi (ca. 1490 entstanden)[1][7]
- Siena, Basilica dell’Osservanza: Fresken[8]
- Siena, Chiesa di Sant’Agostino, Cappella Bichi: Fresken mit Francesco di Giorgio[1]
- Siena, Dom von Siena:
  - Madonna e Santi[9]
  - Lavanda dei piedi (Baptisterium San Giovanni, 1489 entstandenes Fresko)[1]
- Siena, Palazzo Pubblico: Prospettive illusionistiche (1492 entstanden)[1]
- Siena, Pinacoteca Nazionale:
  - Adorazione dei Pastori con San Giovanni Battista (Saal 23)[10]
  - Ascensione di Cristo (Saal 23)[10]
  - Madonna con Bambino e due angeli e i ss. Onofrio e Bartolomeo (ca. 1480 entstanden)[1]
  - Visitazione della Madonna e Santi (Saal 23)[10]